# Robin Knox-Johnston
Pour les articles homonymes, voir Knox et Johnston.
William Robert Patrick Knox-Johnston dit Robin Knox-Johnston (né le 17 mars 1939 à Londres au Royaume-Uni) est un navigateur britannique. Il est le premier homme à avoir accompli un tour du monde à la voile en solitaire et sans escale et le deuxième détenteur du Trophée Jules-Verne (en tandem avec Peter Blake).
En 1994, lui et Blake ont été élus ISAF World Sailor of the Year (Marin de l'année de l'ISAF) pour leur performance. En 2006, il est devenu, à 67 ans, le navigateur le plus âgé à achever un tour du monde en solitaire lors de la Velux 5 Oceans Race. Il faudra attendre janvier 2019 pour qu'un navigateur plus âgé, Jean-Luc Van Den Heede, accomplisse le tour du monde à l'âge de 73 ans en franchissant en vainqueur la ligne de la Golden Globe Race. Robin Knox-Johnston est le seul marin britannique à avoir remporté trois fois le titre de YJA Yachtsman of the Year (marin de l'année YJA).

## Biographie

### Jeunes années
Il est né dans le quartier de Putney à Londres et a grandi près de Liverpool sur la péninsule de Wirral. De 1957 à 1965, il sert dans la marine marchande et dans la Royal Navy. En 1965, il mène son sloop (dessiné par Colin Archer) de Bombay (Inde) au Royaume-Uni. Un manque d'argent l'amène à s'arrêter pour travailler en Afrique du Sud. Il finit son voyage en 1967.

### Famille
En 1962, il épouse son amie d'enfance Susanne (Sue) avec qui il aura une fille, Sara, née à Bombay alors qu'il était en mer. Susanne le quitte lorsqu'il lui propose de l'emmener elle et leur fille au Royaume-Uni sur son nouveau bateau Suhaili. Ils divorcent en 1967. Cependant, en 1972, ils partagent à nouveau leur vie et se remarient ; ils ont à présent cinq petits-enfants. Susanne décède en 2003.

## Tour du monde

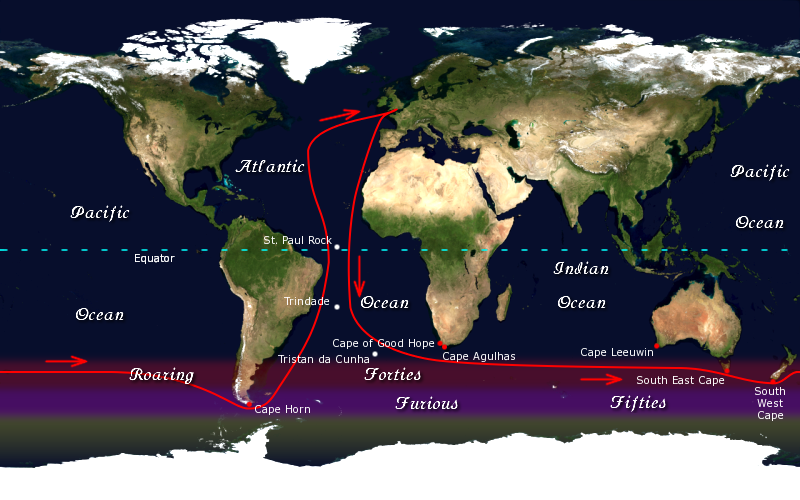
L'itinéraire du Golden Globe Challenge.

Le 14 juin 1968, Robin Knox-Johnston quitte Falmouth à bord de son ketch de 32 pieds Suhaili, l'un des plus petits bateaux à tenter le Golden Globe Challenge. Malgré la défaillance de son pilote automatique au niveau de l'Australie, il passe la longitude du Cap Horn le 17 janvier 1969, 20 jours seulement avant Bernard Moitessier parti plus de 2 mois après lui (22 août 1968), qui par la suite renoncera à la course et naviguera jusqu'à Tahiti. Aucun autre concurrent ne parvient à terminer la course, sept abandonnant à divers stades de la compétition et un autre, Donald Crowhurst, se suicidant après avoir tenté de falsifier son tour du monde. Le 22 avril 1969, 312 jours après son départ, Knox-Johnston revient à Falmouth et devient ainsi le premier homme à effectuer un tour du monde en solitaire et sans escale. Il fait don de sa prime à la famille de Donald Crowhurst.

## Autres exploits
En 1970 (avec Leslie Williams) et en 1974 (avec Gerry Boxall), Robin Knox-Johnston gagne la Round Britain Race. Robin Knox-Johnston, Les Williams et leur équipage (avec Peter Blake comme équipier) remportent l'édition 1971 de la course Le Cap-Rio. Les Williams et Robin Knox-Johnston participent conjointement (à nouveau avec Peter Blake comme équipier) à la Whitbread 1977 à bord du maxi yacht Condor. Ils remportent la deuxième et quatrième étape, celles que Robin Knox-Johnston a menées.
Robin Knox-Johnston et Peter Blake accomplissent un tour du monde sans escale en 74 jours 22 heures 18 minutes et 22 secondes et décrochent conjointement le Trophée Jules-Verne en 1994. Il s'agissait de leur deuxième tentative, leur première tentative s'étant terminée prématurément lorsque leur catamaran Enza New Zealand a heurté un objet qui a endommagé leur étrave tribord.
De 1992 à 2001, il est président de la Sail Training Association. À la fin de son mandat, il œuvre pour réunir 11 millions de livres sterling afin remplacer les goélettes à hunier de la STA, les Sir Winston Churchill et Malcolm Miller, par deux bricks, les Prince William et Stavros S. Niarchos. Il fut administrateur du musée national de la marine à Greenwich de 1992 à 2002 et est toujours administrateur du musée national de la marine des Cornouailles à Falmouth, où Suhaili est à présent au mouillage. Le bateau a été réarmé et a pris part à la Round the Island Race en juin 2005.
Il a été anobli en 1995.
En 1995, Robin Knox-Johnston fonde Clipper Ventures Plc et, en 1996, il organise la première Clipper Round the World Yacht Race. Il est depuis président du conseil d'administration de Clipper Ventures et travaille à développer la course. Sa plus grande fierté est d'avoir initié autant de personnes à la compétition nautique.
Il achève son deuxième tour du monde en solitaire à bord de SAGA Insurance le 4 mai 2007, finissant à la quatrième place de la Velux 5 Oceans Race. À 68 ans, il est le concurrent le plus âgé.
Le 22 novembre 2014, Robin Knox-Johnston, alors âgé de 75 ans, termine la course transatlantique en solitaire de la Route du Rhum-Destination Guadeloupe à la troisième place dans la catégorie Rhum. Il franchit la ligne d'arrivée sur son Open 60 Grey Power à Pointe-à-Pitre à 16h52 heure locale (20h52 GMT), après 20 jours 7 heures 52 minutes et 22 secondes en mer.